# Kalmar Island
Kalmar Island (englisch; bulgarisch остров Калмар ostrow Kalmar, deutsch ‚Kalmarinsel‘) ist eine größtenteils vereiste, in westsüdwest-ostnordöstlicher Ausrichtung 1,12 km lange und 245 m breite Insel in der Gruppe der Dannebrog-Inseln im Wilhelm-Archipel vor der Graham-Küste des Grahamlands auf der Antarktischen Halbinsel. Sie liegt 1,24 km nordwestlich von Kosatka Island, 7,27 km südlich von Knight Island und 7,33 km westsüdwestlich von Kril Island (Wauwermans-Inseln).
Britische Wissenschaftler kartierten sie 2001. Die bulgarische Kommission für Antarktische Geographische Namen benannte sie 2020 deskriptiv, da sie in ihrer Form entfernt an einen Tintenfisch aus der Ordnung der Kalmare erinnert.